# Сосновский сельсовет (Башмаковский район)
Сосновский сельсовет — сельское поселение в Башмаковском районе Пензенской области Российской Федерации.
Административный центр — село Сосновка.
15 мая 2019 года присоединён к Знаменскому сельсовету.

## История
Статус и границы сельского поселения установлены Законом Пензенской области от 2 ноября 2004 года № 690-ЗПО «О границах муниципальных образований Пензенской области».

## Население
| 2010 | 2012 | 2013 | 2014 | 2015 | 2016 | 2017 |
| ---- | ---- | ---- | ---- | ---- | ---- | ---- |
| 397  | ↘334 | ↘294 | ↘276 | ↘247 | ↘231 | ↘217 |
| 2018 |      |      |      |      |      |      |
| ↘200 |      |      |      |      |      |      |

## Состав сельского поселения
| №  | Населённый пункт | Тип населённого пункта       | Население |
| -- | ---------------- | ---------------------------- | --------- |
| 1  | Заливной         | посёлок                      | 11        |
| 2  | Калиновка        | посёлок                      | 9         |
| 3  | Красный          | посёлок                      | 25        |
| 4  | Новопетровский   | посёлок                      | 0         |
| 5  | Новопокровский   | посёлок                      | 3         |
| 6  | Ольшанка         | село                         | ↘12       |
| 7  | Орловка          | деревня                      | 43        |
| 8  | Рязановка        | посёлок                      | 0         |
| 9  | Смирновский      | посёлок                      | 0         |
| 10 | Сосновка         | село, административный центр | ↘294      |